# Teixeira Duarte
Teixeira Duarte, S.A.  é a empresa líder de um grande Grupo Económico com mais de 11.000 colaboradores, que trabalham em 22 países, em 6 setores de atividade, tendo alcançado em 2019 um volume de negócios de 877 milhões de Euros.
A Teixeira Duarte, S.A. está cotada na Euronext Lisboa desde 1998, sendo a sua base acionista maioritária da família Teixeira Duarte. A sede do Grupo localiza-se no Lagoas Park, em Oeiras.

## História
A Teixeira Duarte foi fundada em 1921 pelo Engenheiro Ricardo Esquível Teixeira Duarte, descendente materno do 1.º Barão de Arruda e 1.º Visconde de Estremoz. Em 1934 foi constituída como sociedade de quotas e em 1987 transformada em sociedade anónima. Começou a ser cotada na Bolsa de Valores de Lisboa em 1998.
O crescimento sustentado ao longo de décadas na Construção, permitiu que o Grupo fosse desenvolvendo outros setores de atividade fruto de oportunidades de negócio que foi encontrando e dinamizando desde os anos setenta, tais como as Concessões e Serviços (desde 1984), da Imobiliária (desde 1973), da Hotelaria (desde 1992), da Distribuição (desde 1996) e do Automóvel (desde 1991). Embora em 2016 ainda tenha atuado no setor da Energia - onde operava desde 1996 - a Teixeira Duarte alienou, já no primeiro trimestre de 2017, a participação que detinha na entidade através da qual mantinha atividade neste setor.
Com um consolidado processo de internacionalização, há muito que a Teixeira Duarte atua noutros mercados que ainda hoje são importantes nas suas operações, tais como a Venezuela (desde 1978), Angola (desde 1979), Moçambique (desde 1982), Espanha (desde 2003), Argélia (desde 2005) e Brasil (desde 2006), aos quais hoje se juntam também a França, a Bélgica, o Reino Unido, o Luxemburgo, os Estados Unidos da América, a Colômbia, o Equador e o Peru, Marrocos, África do Sul, a China, o Qatar, o Kuwait, Gabão e Cabo Verde.
|                                                             | 2012   | 2013   | 2014   | 2015   | 2016   | 2017   | 2018   | 2019   |
| ----------------------------------------------------------- | ------ | ------ | ------ | ------ | ------ | ------ | ------ | ------ |
| Número médio de trabalhadores                               | 10 853 | 12 011 | 13 261 | 13 359 | 11 271 | 10 560 | 10 530 | 11 000 |
| Volume de Negócios                                          | 1 383  | 1 581  | 1 680  | 1 412  | 1 115  | 1 036  | 874    | 877    |
| Proveitos Operacionais                                      | 1 440  | 1 630  | 1 716  | 1 492  | 1 230  | 1 100  | 1 014  | 1 049  |
| EBITDA                                                      | 209    | 214    | 240    | 214    | 266    | 181    | 143    | 190    |
| Margem EBITDA / Volume de Negócios                          | 15,1%  | 13,5%  | 14,3%  | 15,1%  | 23,8%  | 17,5%  | 16,3%  | 21,7%  |
| EBIT                                                        | 143    | 114    | 197    | 125    | 191    | 134    | 84     | 130    |
| Resultados Líquidos Atribuíveis a Detentores de Capital     | 24     | 64     | 70     | 34     | 20     | -5     | 11     | 14     |
| Endividamento Líquido                                       | 990    | 1 176  | 1 293  | 1 147  | 1 133  | 854    | 689    | 718    |
| Total do Capital Próprio Atribuível a Detentores de Capital | 252    | 325    | 458    | 468    | 396    | 368    | 368    | 300    |
| Total do Capital Próprio                                    | 326    | 361    | 485    | 518    | 445    | 409    | 403    | 337    |
| Total do Ativo Líquido                                      | 2 767  | 2 779  | 2 954  | 2 862  | 2 540  | 2 294  | 1 858  | 1850   |

Notas:
- Os valores contabilísticos estão expressos em milhões de euros.
- O Total do Capital Próprio inclui os interesses não controlados.

## Setores de Atividade

### Construção[3]

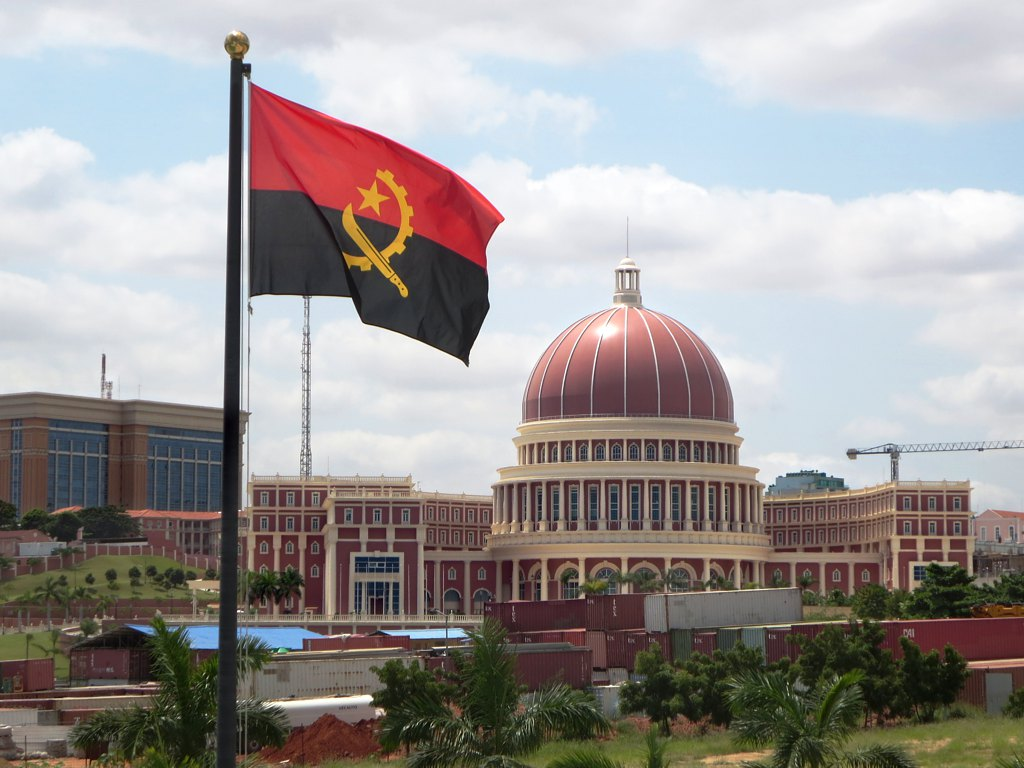
Capitólio de Angola, uma das edificações feitas pela Teixeira Duarte.

A Construção é o core business e a génese da Teixeira Duarte, sendo também a atividade da principal sociedade do Grupo, a Teixeira Duarte – Engenharia e Construções, S.A., que atua nas áreas da Geotecnia e Reabilitação, Edificações, Infraestruturas, Metalomecânica, Obras Subterrâneas, Obras Ferroviárias e Obras Marítimas que contam com o apoio de um Centro Operacional de Cofragens e Pré-esforço, de uma Direção de Equipamentos de grande dimensão e tecnologia, de um Laboratório de Materiais e de um Polo Operacional instalados no Montijo,
Para além disso, no Grupo existem também outras sociedades participadas, que operam em áreas específicas da Construção, nomeadamente nas obras Subterrâneas, Ferroviárias e Marítimas, bem como diversos Agrupamentos Complementares de Empresas e outras estruturas semelhantes afetas a projetos específicos, em particular na área das Infraestruturas.
Principais empresas no setor:
- Teixeira Duarte - Engenharia e Construções, S.A.
- EPOS - Empresa Portuguesa de Obras Subterrâneas, S.A.
- SOMAFEL - Engenharia e Obras Ferroviárias, S.A.

### Concessões e Serviços
O Grupo Teixeira Duarte começou a operar nesta área em 1984, em Macau, através de uma participação na “CPM – Companhia de Parques de Macau, S.A.”, que ainda hoje mantém e à qual acrescentou outras em Portugal, Angola, Brasil, Espanha e Moçambique. Atualmente as empresas do Grupo dedicam-se a áreas de negócios de naturezas distintas, com destaque para o Facilities Management e Facilities Services e para o Meio Ambiente.
Principais empresas no setor:
- TDGI
- Recolte Espanha

### Imobiliária
A área imobiliária teve o seu primeiro empreendimento na década de 70, em Lisboa, sendo hoje um setor que atua em diversos segmentos e diferentes geografias. Para além de Portugal, o setor imobiliário está atualmente presente em Angola, Brasil, Espanha, Moçambique e Estados Unidos da América. Tendo como base uma estratégia de diversificação encetada pelo Grupo Teixeira Duarte, a área Imobiliária, enquanto extensão natural e lógica da atividade principal da Grupo, tem seguido uma política consistente e sistemática de aquisição de terrenos nos mercados onde está presente, com os mais variados usos, com destaque particular para os segmentos residencial, comercial, de serviços e logístico.
Principais empresas no setor:
- Teixeira Duarte Imobiliária
- Teixeira Duarte Incorporação (Brasil)

### Hotelaria
Depois de uma primeira experiência em 1974, no Algarve, o Grupo Teixeira Duarte retomou a sua atuação neste setor em Sines, nos anos 90, operando hoje através de oito unidades hoteleiras, duas sitas em Portugal, três em Angola e três em Moçambique, que totalizam 3.000 camas e 1.500 quartos.
A Teixeira Duarte desenvolve também negócios na área de Fitness, nomeadamente com dois Health Clubs: LAGOAS Health Club no Lagoas Park, em Oeiras, e TRÓPICO Health Club no Hotel Trópico, em Luanda.
Principais empresas no setor:
- TDHotels

### Distribuição
A atuação do Grupo Teixeira Duarte neste setor teve início em 1996 em Angola, através de uma operação de distribuição alimentar.
Desde então, a Organização cresceu e diversificou a sua operação, estendendo-se hoje a vários mercados, dos quais se destacam Angola (onde opera através da CND, DCG e OCC), Brasil (atuando através da TDD Brasil), África do Sul (operando através da GND) e Portugal (onde está presente com a empresa TDD).
Salienta-se a operação em Angola, onde a empresa CND é detentora de uma das mais reconhecidas redes de retalho alimentar – “MAXI + bompreço” –, da insígnia “Dakaza” que se dedica a produtos para o lar e mobiliário e da “Farmácia Popular”, insígnia de retalho na área de saúde e bem-estar.
Neste momento, a rede “MAXI” e “bompreço” é constituída por 15 lojas que servem as áreas de Luanda, Talatona, Cacuaco, Viana, Mulemba, Zango, Benguela, Lobito, Porto Amboim e Sumbe. A “Dakaza” é uma marca lançada em 2014, contando já com 5 lojas em Luanda e Benguela. A “Farmácia Popular” tem atualmente 3 lojas em funcionamento nos Maxiparks de Cacuaco, Rocha Pinto e Morro Bento, todos na Área Metropolitana de Luanda.
Igualmente  em Angola, a DCG integra no seu portfólio diferentes marcas que distribui no país e das quais tem representação exclusiva.
Principais empresas no setor:
- Teixeira Duarte Distribuição, S.A
- CND - Companhia Nacional de Distribuição, Limitada (Maxi, Dakaza e Farmácia Popular em Angola)
- DCG - Distribuição e Comércio Geral, Limitada
- OCC - Operador Central de Comércio, Limitada

### Automóvel
A Teixeira Duarte começou a sua atuação no Setor Automóvel em 1991 em Angola, operando atualmente também em Portugal.
O Grupo desenvolve a sua atividade em Angola através de um conjunto de sociedades que representam diversas marcas internacionais nos seguintes segmentos do mercado:
- Ligeiros: Nissan, Chevrolet, Peugeot, Honda, Renault, Mahindra, JMC, SsangYong, Isuzu.
- Pesados: UD Trucks, Renault Trucks, Randon.
- Motociclos: Piaggio/Gilera/Vespa, Honda Motos, Hyosung, Derbi e Loncin.
- Equipamentos: Nissan Forklift, Heli, Denyo, Honda Power Products, Pramac e Powermate.
- Pneus e Lubrificantes: Infinity, Continental e Avia.

Em 2015, o Grupo lançou uma nova insígnia de retalho especializado – PIWI -, atualmente com 2 lojas em Luanda, que comercializa peças e acessórios auto, motos e geradores. Em algumas lojas são também prestados serviços rápidos de oficina.
Já em Portugal, o Grupo Teixeira Duarte comercializa a marca Suzuki desde 2016 através da sua participada SMotors, que representa em exclusivo a marca japonesa no distrito de Lisboa. O primeiro concessionário da SMotors, localizado na Avenida Marechal Gomes da Costa, abriu em Novembro de 2016.
Principais marcas no setor:
- TDA
- VAUCO
- SMotors